# Sebastià Fuster
Sebastià Fuster (1581 - 1604) fou un organista i músic català molt actiu a Girona a finals del segle XVI.
En 1581 Sebastià Fuster rebia el magisteri de cant de la Catedral de Girona gràcies a una permuta beneficial.
Igual que Bernat Oliva, Fuster assumiria ambdós magisteris, de cant i d'orgue, en la seva persona. 
El 1589 rebia dels administradors de l'Obra el seu sou d'organista. Els mateixos administradors registraven el 1599, una pòlissa de pagament conforme Sebastià Fuster havia «posat en solfa» l'ofici de Sant Jaume, de cant pla, sota el requeriment dels canonges Jaume Agullana i Jaume Pla. Sebastià Fuster traspassà el 21 de febrer de 1604.
Existeix un manuscrit copiat a finals del segle xvi, que conté l'himne incomplet Vexilla regis amb l'autoria de «A 5 de Sebastià Fuster» i que ens permiten relacionar-lo tant amb Castelló d'Empúries, com amb la Seu de Girona i el Monestir de Sant Pere de Galligans.